# MedChemComm
MedChemComm (in inglese: Medicinal Chemistry Communications) è una rivista scientifica sottoposta a revisione paritaria, che pubblica ricerche originali (primarie) (di 4-10 pagine) e articoli di revisione su tutti gli aspetti della chimica medicinale, tra cui la scoperta di farmaci, la farmacologia e la chimica farmaceutica.
Fino al dicembre 2019, è stata pubblicata mensilmente dalla Royal Society of Chemistry in collaborazione con l'European Federation for Medicinal Chemistry, di cui era la rivista ufficiale.
Gli autori possono scegliere di pubblicare gli articoli accettati in modalità di accesso aperto.
Secondo il Journal Citation Reports, nel 2014 la rivista ha ricevuto un fattore di impatto pari a 2,495, collocandosi al 27º posto fra 59 titoli presenti nella categoria "Chimica, Medicinale"  e al 163º posto fra 289 titoli della categoria "Biochimica e biologia molecolare".
Il caporedattore è Mike Waring (Newcastle University).
Dal 1º gennaio 2020 la rivista si chiama RSC Medicinal Chemistry e continua a essere pubblicata mensilmente con questo nuovo nome.